# Aldis Berzins
Aldis Imants Bērziņš (Wilmington, 3 ottobre 1956) è un allenatore di pallavolo ed ex pallavolista statunitense.
Allena la Stevenson. Giocava nel ruolo di universale.

## Carriera

### Giocatore
La carriera di Aldis Berzins inizia, a livello universitario, con Ohio State. 
Dedicandosi successivamente esclusivamente alla nazionale statunitense, con cui vincerà una medaglia d'oro ai Giochi olimpici, una medaglia d'oro alla Coppa del Mondo e una medaglia d'argento ai campionati nordamericani.
Nella stagione 1986-87 approda in Italia, nel Gonzaga Milano, con cui vince una coppa CEV; nella stagione 1988-89 passa alla Porto Ravenna.
La stagione seguente gioca per il Brescia, con cui chiuderà la sua carriera nel volley giocato.
Si ritira dalla pallavolo giocata nel 1990.

### Allenatore
Inizia la sua carriera di allenatore facendo l'assistente di Doug Beal nel Gonzaga Milano per due stagioni e, dal 1993, per la nazionale statunitense femminile.
Dal 2016 allena nel Maryland Program e la Stevenson.

## Palmarès

### Giocatore

#### Club
- Coppa CEV: 1

1986-87

### Premi Individuali
- 1977 - NCAA Division I: All-Tournament Team
- 1978 - NCAA Division I: All-Tournament Team
- 1984 - Giochi Olimpici: Miglior ricevitore
- 1985 - Coppa del Mondo: Miglior difensore